# یدنیکاچف تسما
یدنیکاچف تسما (انگلیسی: Yidnekatchew Tessema; ۱۱ سپتامبر ۱۹۲۱ – ۱۹ اوت ۱۹۸۷) بازیکن فوتبال اهل اتیوپی بود.
وی در سال ۱۹۶۲ تیم ملی فوتبال اتیوپی را به مقام قهرمانی جام ملت‌های آفریقا رساند.
وی همچنین در تیم ملی فوتبال اتیوپی بازی کرده‌است.